# Abdurauf Fitrat
Abdurauf Fitrat, właśc. Abdurauf Abdurahimogły (ur. ok. 1886 w Bucharze, zm. 1938 w Taszkencie) – tadżycki pisarz, literaturoznawca, działacz społeczny i polityczny, popularyzator nauki i edukacji.

## Życiorys
Kształcił się w islamskiej szkole religijnej, następnie w niej nauczał. W 1910 udał się do Stambułu na studia, po wybuchu I wojny światowej opuścił Turcję i wrócił do Transoksanii. Był związany z reformatorskim ruchem dżadidystów. Tworzył w języku tadżyckim i uzbeckim. Pisał powieści i monografie poetyckie. W listopadzie 1917 wraz z Otmanem Kwadżą napisał program reform dla Partii Młodych Bucharczyków, który został wdrożony później, po przejęciu władzy w Bucharze przez reformatorów; oryginalny projekt programu zakładał liberalne reformy, jednak okraszono go radykalnymi frazami, by uspokoić bolszewików. W Taszkencie założył literackie kółko dyskusyjne skupiające tamtejszych intelektualistów. Po ustanowieniu w 1920 Bucharskiej Ludowej Republiki Radzieckiej pełnił w niej odpowiedzialne funkcje, m.in. w ministerstwach edukacji, finansów i spraw zagranicznych. Zajmował się wówczas wdrażaniem reformatorskiego programu modernizacji programów nauczania w szkołach. Prawdopodobnie pod jego wpływem w marcu 1921 Ministerstwo Edukacji zmieniło oficjalny język wykładowy z perskiego (tadżyckiego) na turkijski (uzbecki). Po uzyskaniu przewagi w Bucharze przez bolszewików Fitrat i inni wyżsi urzędnicy zostali usunięci ze stanowisk i deportowani do RFSRR w 1923 (w następnym roku bucharskie państwo zostało włączone do ZSRR). W 1924 wrócił do Uzbekistanu i został nauczycielem literatury w szkołach średnich, a w 1928 na uniwersytecie w Samarkandzie. Znał język rosyjski i arabski oraz prawdopodobnie urdu.
W 1937, mimo że od ponad 10 lat nie angażował się w politykę, został aresztowany podczas wielkiego terroru i w następnym roku skazany na śmierć i stracony. Pośmiertnie zrehabilitowano go podczas destalinizacji. Prawie wszystkie jego utwory były w ZSRR zakazane aż do okresu głasnosti w drugiej połowie lat 80.

## Dzieła
Ważniejsze jego utwory to Munozora (Kontrowersje, 1909) i Bajonot-i sajjoh-i hindi (Wyjaśnienia indyjskiego wędrowca, 1912). Dotyczą one rozważań o duchowym i materialnym upadku społeczeństwa środkowej Azji. W Munozorze przedstawia debatę na temat konfliktu wartości muzułmańskich i europejskich toczącego się w Indiach między Europejczykami a muzułmańskimi nauczycielami z Buchary. Doszedł do wniosku, że niegdyś zjednoczony i dynamiczny islam stał się zacofany i uległ nadmiernej instytucjonalizacji pod wpływem duchowieństwa. Opowiadał się za dostosowywaniem aspektów współczesnej kultury do bazy islamskiego społeczeństwa, przede wszystkim przez edukowanie mas. W Bajonot-i sajjoh-i hindi porównuje każdy aspekt życia z europejskimi standardami i wyśmiewa przesądy wyznawane przez masy, ukazując np. kontrast między tradycyjnym uzdrowicielem a rosyjskim lekarzem. Dokonał tam podziału społeczeństwa Buchary na trzy klasy społeczne: olamah (duchowieństwo), omarah (władcy) i ahali (mieszkańcy, masy), krytykując wszystkie trzy za upadek kraju. Jednocześnie zamieścił tam szczegóły topograficzne na temat starej Buchary i jej szkół, bibliotek, rynków i innych obiektów. Napisał też pracę Rahbar-e najāt (Przewodnik po zbawieniu) będący studium społeczno-ekonomicznych podstaw emiratu, w którym wzywa do rewolucyjnej zmiany we wszystkich aspektach ludzkiego życia, która przekształciłaby nie tylko narody islamskie, ale cały świat, w postępowe społeczeństwo. Znaczną część swoich prac poświęcił problemowi reformy szkolnictwa, pisał także utwory pedagogiczne dla dzieci w wieku szkolnym. Publikował monografie na temat literatury, językoznawstwa, prozodii i muzyki swojej ojczyzny. Tworzył też dramaty wierszem, m.in. Timurning soghonasi (Grobowiec Timura, 1920) i pisał prace publicystyczne.